# 柏安妮
柏安妮（英語：Pak On Nei，本名Ann Bridgewater，1966年7月7日—），前香港演員和歌手，是英国、中国与马来西亚混血儿，在13歲時到英國紹斯波特就讀 King George V College，並於1984年畢業。她從影之前為香港花式溜冰冠軍，她在1980年代中期得到黃百鳴的賞識，獲邀參與電影拍攝，與開心少女組一起合作。曾推出過多張唱片。

## 個人經歷
- 無印良品品牌經理
- 老行家燕窩代言人
- 曾任香港明德兒童啟育中心職業治療師
- 現任Central Development Team 臨床心理學家

## 家庭
父親為英國醫生，所以她為英馬中混血兒。家境優渥，課業優異，曾獲牛津大學錄取（因進入演藝圈而未去就讀）。後進入香港大學生物系就讀完成學業。
女兒許恩怡也是演員。

## 感情生活
與梁朝偉合作《風塵三俠》曾傳緋聞。曾與鄭浩南相戀，後因無法與男方達成婚姻上共識而分手。香港大學生物系畢業後，與同學相戀結婚，育有二女。曾任香港明德兒童啟育中心職業治療師，現任Central Development Team 臨床心理學家。

## 電影
| 電影名稱             | 發行年份 | 合作藝人                                                               | 飾演角色   |
| -------------------- | -------- | ---------------------------------------------------------------------- | ---------- |
| 開心樂園             | 1985     | 黃百鳴、羅美薇、袁潔瑩、陈加玲、罗明珠、李麗珍、杜丽莎、鄭浩南、邓寄尘 | Ann        |
| 為你鍾情             | 1985     | 張國榮、李麗珍、罗明珠、孟海、王书麒                                   | 妹頭       |
| 恭喜發財             | 1985     | 譚詠麟、小彬彬、石天                                                   | 馮愛玲     |
| 我願意               | 1985     | 吳孟達、廖偉雄                                                         | Ann        |
| 天靈靈地靈靈         | 1986     | 黃百鳴、鄭浩南、陈加玲                                                 | Lily       |
| 飛躍羚羊             | 1986     | 紀政、陈加玲、黎姿、袁潔瑩、罗明珠、鄭則仕、鄭文雅                     | 白安妮     |
| 開心勿語             | 1987     | 梅艷芳、曾志偉、袁潔瑩、陳加玲、草蜢                                   | 梅二香     |
| 殺之戀               | 1988     | 張國榮、鍾楚紅                                                         |            |
| 霸王花               | 1988     | 胡慧中、罗芙洛、吳君如、惠英红、简慧真、冯淬帆、杜德伟、楼南光、董驃   |            |
| 霸王女福星           | 1988     | 吳孟達、吳君如、許冠英、關秀媚                                         |            |
| 瀟灑先生             | 1989     | 鄭則仕、關之琳、張國強                                                 | Ann        |
| 八寶奇兵             | 1989     | 曾志偉、吳君如、邱淑貞、張耀揚                                         |            |
| 猛鬼大廈             | 1989     | 吳君如、張敏、關秀媚、樓南光、胡楓                                     |            |
| 流氓差婆（雌雄雙辣） | 1989     | 周星馳、吳君如、林小楼、成奎安、張耀揚                                 | 線人吸毒女 |
| 一本漫畫闖天涯       | 1990     | 周星馳、林俊賢、成奎安、梁家仁                                         | Ann        |
| 咖哩辣椒             | 1990     | 周星馳、張學友                                                         | 羅祖兒     |
| 毒豪                 | 1991     | 吳鎮宇、呂良偉、張敏                                                   |            |
| 俠盜高飛             | 1992     | 周潤發、任達華、黃秋生                                                 | Mona       |
| 風塵三俠             | 1993     | 梁朝偉、梁家輝、鄭丹瑞、朱茵、袁詠儀、劉錦玲                           | Cat        |
| 記得香蕉成熟時       | 1993     | 鄧一君、曾志偉、馮寶寶、呂琇菱、林俊賢                                 | 老慕茜     |

## 電視
| 節目名稱 | 電視台   | 製作年份 | 同劇藝人                   | 飾演角色 |
| -------- | -------- | -------- | -------------------------- | -------- |
| 樓下伊人 | 亞洲電視 | 1990     | 鄧浩光、江華、秦沛、龐秋雁 | 陸伊人   |

## 音樂作品

### 個人專輯
| 專輯 # | 專輯名稱   | 專輯類型 | 發行公司         | 發行日期   | 曲目 |
| 1st    | 柏安妮     | 粵語大碟 | 寶麗金（新藝寶） | 1988年6月  | 曲目 1. 開心教堂 2. 尖東 3. 不想再擁有 4. 慢鏡重播 5. 沒法拒絕去想你 6. 魔鬼的火窩 7. 童話 8. 遊蕩 9. 心將生鏽 10. 願望井             |
| 2nd    | 新歌+Remix | 粵語大碟 | 寶麗金（新藝寶） | 1988年9月  | 曲目 1. 不舉傘的雨天 2. 不想再擁有（Remix） 3. 尖東（Remix） 4. 魔鬼的火窩（Remix）                                                   |
| 3rd    | 不經意     | 粵語大碟 | 寶麗金（新藝寶） | 1989年10月 | 曲目 1. 不經意 2. 晚星真美麗 3. 習慣 4. 再見昨天 5. 紅黃藍白黑 6. 騙我也要一世 7. 沒有他 8. This Is The First Time 9. 不夜天 10. 清空 |

### 合輯
| 專輯 # | 專輯名稱                   | 專輯類型       | 發行公司         | 發行日期   | 曲目 |
| 1st    | 我愛                       | 粵語大碟       | 寶麗金（新藝寶） | 1988年1月  | 曲目 1. 我愛（李中浩） 2. 褪減的愛（李中浩） 3. 歡心（李中浩） 4. 無牌駕駛（李中浩） 5. 心中界限（李中浩） 6. 麻木（李中浩） 7. 最後的信（李中浩） 8. 夜舞者（李中浩） 9. 愛的滋味（柏安妮，李中浩） 10. 下雨天的人們（李中浩） 11. 輕愁（李中浩） |
| 2nd    | 新藝寶'88精選              | 粵語精選       | 寶麗金（新藝寶） | 1988年11月 | 曲目 CD 1. 沉默是金（許冠傑、張國榮） 2. 迷亂（麥潔文） 3. 衝開一切（Beyond） 4. 邁進新領域（許冠傑） 5. 不想再擁有（柏安妮） 6. 一呼百應（黃翊、李明珠） 7. 交織千個心（許冠傑） 8. 信差日記（黃翊） 9. Girlfriend（麥潔文） 10. 不舉傘的雨天（柏安妮） |
| 3rd    | 永遠的朋友                 | 國語新曲加精選 | 台灣寶麗金       | 1989年11月 | 曲目 1. 永遠的朋友（張國榮、甄秀珍、張鎬哲、張淘淘、童安格、金素梅、姜鄂、Beyond、譚詠麟、張學友、何如惠、草蜢、城市少女、達明一派、柏安妮、何家勁、李傲梅、周治平、鄭婷） 2. 如果你像她（甄秀珍） 3. 散播歡樂散播愛（城市少女） 4. 流行的夢（柏安妮） 5. 你知道我的迷惘（Beyond） 6. 在乎與不在乎之間（姜鄂、張淘淘） 7. 風華絕代（群星） 8. 我就在你身邊（周治平） 9. 一路順風（草蜢） 10. 你知道我是愛你的（何家勁） 11. 馬路天使（國語版）（達明一派） 12. 鑽與石（童安格、金素梅） 13. 給自己一些（李傲梅） 14. 心願（群星） |
| 4th    | 新藝寶金曲金碟 Vol. 3      | 粵語新曲加精選 | 寶麗金（新藝寶） | 1990年5月  | 曲目 CD 1. 原諒我今天（Beyond） 2. 無奈那天（王菲） 3. 不再流浪（李健達） 4. 騙我也要一世（柏安妮） 5. 深宵三點（麥潔文） 6. 歲月無聲（Beyond） 7. 命運造我（黃翊） 8. 藉口（王菲） 9. 祗因喜歡你（林海峰、周美茵） 10. 無悔這一生（Beyond） 11. 不夜天（柏安妮） 12. 食嘢一族（軟硬天師） |
| 5th    | Cinepoly The First 5 Years | 粵語新曲加精選 | 寶麗金（新藝寶） | 1990年11月 | 曲目 CD 1. Kiss（Kissin' Mix）（黃翊） 2. 真的愛妳（Beyond） 3. 阿郎戀曲（許冠傑） 4. 無心睡眠（張國榮） 5. 留給最愛的說話（張麗瑾、鄭丹瑞） 6. 勁舞 Dancing Queen（麥潔文） 7. 禮拜六（開心少女組） 8. 尾班車（王菲） 9. 飛砂風中轉（周潤發） 10. 不想再擁有（柏安妮） 11. 我愛（李中浩） 12. 也許不易（李健達） 13. 知道不知道（浮世繪） 14. 食嘢一族（軟硬天師） |

## 特輯
- 1989年亞洲電視《柏安妮斯里蘭卡特輯之自由狂奔》（Ann Bridgewater in Sri Lanka '89）

## 外部参考
1. 1 2   (PDF). 香港影人小傳檢索. 香港電影資料館.   [2022-04-14].
2. ↑  許育民. . 香港01. 2021-08-10  [2021-08-10]. （原始内容存档于2021-12-08）.
3. ↑  .   [2008-03-03]. （原始内容存档于2020-10-23）.
4. ↑  .   [2011-07-28]. （原始内容存档于2010-10-13）.